# Alexiane de Lys
Alexiane de Lys est une autrice des littératures de l'imaginaire française, née le 18 septembre 1994 à Montauban.

## Biographie
Alexiane de Lys naît le 18 septembre 1994 à Montauban. Elle grandit à Périgueux, dans une famille qui voyage beaucoup, notamment au Maroc en 2005 et en Floride en 2011.
Elle développe un intérêt pour la lecture dès l'enfance, notamment pour les romans d'Harlan Coben, qu'achetait son père. Adolescente, elle se passionne pour la science-fiction, en particulier les dystopies.
Depuis 2019, elle réside à Châteaugay avec son mari.

### Carrière littéraire
En 2011, Alexiane de Lys commence la rédaction de son premier roman, Les Ailes d'Émeraude, dont elle met en ligne quelques extraits. L'ouvrage est repéré par un éditeur et publié chez Nouvelles Plumes en 2014,. Il est récompensé par le Prix de l'imaginaire Nouvelles Plumes de France Loisirs et rencontre un grand succès auprès du public,. Les deuxième et troisième tomes de la trilogie paraissent en 2016 et 2017. En 2016, L'Écho Républicain estime les ventes de la saga à plus de 100 000 exemplaires.
En 2021, Alexiane de Lys entame une nouvelle trilogie, De sang, d'écume et de glace, publiée chez Michel Lafon. Début 2024, la trilogie comptabilise 30 000 ventes.
Fin 2024, elle sort son dix-septième livre, L'Empire des Ouragans, une romantasy, qu'elle dédicace en avant-première au salon Les Aventuriales de Ménétrol.

## Prix et distinctions
- Prix de l'imaginaire Nouvelles Plumes de France Loisirs 2014 pour Les Ailes d'Émeraude
- Prix Halliennales 2022 pour Thiziri[10]
- Prix Littéraire de l'Imaginaire Booksphere 2022 pour Thiziri

## Œuvres

### TrilogieLes Ailes d'émeraude
1. Les Ailes d'émeraude, Paris, Nouvelles Plumes, 2014, 698 p. (ISBN 979-10-245-0084-3)Réédition, J'ai lu, 2018, 695 p. (ISBN 9782290147580) - Prix de l'Imaginaire France Loisirs 2014
2. L'Exil, Paris, Nouvelles plumes, 2016, 492 p. (ISBN 9782298109856)Réédition, J'ai lu, 2018, 476 p. (ISBN 9782290147597)
3. L'Île des secrets, Paris, Nouvelles Plumes, 2017, 495 p. (ISBN 9791024501727)Réédition, J'ai lu, 2018, 509 p. (ISBN 9782290147603)

Les Ailes d'émeraude, intégrale, Paris, J'ai lu, 2020, 1310 p. (ISBN 9782290226605)

### TrilogieLe Secret de Lomé
1. Le Secret de Lomé, Neuilly-sur-Seine, Michel Lafon, 2020, 455 p. (ISBN 9791022403702)
2. L'Odyssée de Lomé, Neuilly-sur-Seine, Michel Lafon, 2020, 413 p. (ISBN 9791022404174)
3. La Destiné de Lomé, Neuilly-sur-Seine, Michel Lafon, 2021, 512 p. (ISBN 9791022404181)

### TrilogieDe sang, d'écume et de glace
1. Métamorphose, Neuilly-sur-Seine, Michel Lafon, 2021, 477 p. (ISBN 9782749946405)Réédition, Michel Lafon poche, 2023, 632 p. (ISBN 9791022405775)
2. Légendes, Neuilly-sur-Seine, Michel Lafon, 2022, 381 p. (ISBN 9782749949475)Réédition, Michel Lafon poche, 2023, 499 p. (ISBN 9791022406321)
3. Atlantis, Neuilly-sur-Seine, Michel Lafon, 2023, 461 p. (ISBN 9782749951553)

### SérieThiziri
1. Le Choix d'Astar, Varetz, Plume Blanche, 2022, 369 p. (ISBN 9782749943732)Réédition, Le Livre de Poche, coll. « Jeunesse », 2023, 369 p. (ISBN 9782017202318)
2. La Volonté de Vwaré, Varetz, Plume Blanche, 2023, 442 p. (ISBN 9782381990651)Réédition, Le Livre de Poche, coll. « Jeunesse », 2024, 451 p. (ISBN 9782017202400)

- Kaël, Varetz, Plume Blanche, 2024, 335 p. (ISBN 9782381991078)

### SérieDe lave, de métal et de rage
1. Les Semeurs de mort, Neuilly-sur-Seine, Michel Lafon, 2023, 205 p. (ISBN 9782749955780)
2. Celle qui précède, Neuilly-sur-Seine, Michel Lafon, 2024, 218 p. (ISBN 9782749956817)

### Romans indépendants
- La Sphère, Neuilly-sur-Seine, Michel Lafon, 2020, 317 p. (ISBN 9782749943732)Réédition, Michel Lafon poche, 2022, 375 p. (ISBN 9791022405133)
- L'Empire des ouragans, Neuilly-sur-Seine, Michel Lafon, 2024, 477 p. (ISBN 9782749959399)
- Entre nous la rivière, Varetz, Plume Blanche, 2025, 290 p. (ISBN 9782381991375)